# Le Journal de Jenifa
 (juin 2025).
Production
Diffusion
Le Journal de Jenifa (titre original : Jenifa's Diary) est une série télévisée nigériane créée en 2008 par Funke Akindele, dans laquelle elle tient le rôle principal. La série est diffusée sur la chaîne nigériane Nollywood TV de 13h à 14h et le soir de 20h à 21h00 tous les jours.

## Synopsis
La série raconte l'histoire d'une fille du village autochtone, Jenifa (jouée par Funke Akindele) qui veut désespérément sortir de son mode de vie monotone. Désespérée, elle quitte son village et se rend dans la ville de Lagos afin de suivre une éducation adéquate. Toyosi, une vieille amie, n'a d'autre choix que de l'héberger malgré la visite inopinée.
Jenifa échoue dans ses études, mais elle obtient un emploi au salon Nikki'O à Lagos avec l'aide de son amie Kiki, devenant ainsi un grand succès dans sa carrière de coiffeuse.
Au salon Nikki'O, elle rencontre un autre styliste, Segun (joué par Folarin 'Falz' Falana), qui s'intéresse de manière romantique à elle. Jenifa résiste à toutes ses avances, affirmant qu'elle aimerait entretenir une relation avec quelqu'un qui est au-dessus d'elle en termes de statut et d'éducation. Plus tard, Jenifa apprend son projet de se rendre aux États-Unis. Il lui dit qu'il avait essayé de lui faire part de ses intentions et même de l'aider à quitter le Nigeria. Avec le départ de Segun, le travail au salon Nikki'o reprend.
Dans la saison 5, Jenifa rencontre Marcus, un riche homme d'affaires. Marcus l'emploie comme gérante dans son nouveau salon. Jenifa demande à Toyosi d'écrire une lettre de démission puisqu'elle quitterait Nikki'O. Un jour, la femme de Marcus, Tiana, apparaît à l'improviste. Marcus n'a jamais parlé à Jenifa de sa vie conjugale. Lorsque Jenifa, Adaku et Benny, qui ont quitté Nikki'O avec Jenifa à la recherche de pâturages plus verts, ne peuvent plus supporter Tiana, ils décident de fuir vers Nikki'O. À l'insu de Jenifa, Adaku et Benny avaient écrit une lettre pour s'excuser de s'absenter pendant un certain temps au lieu de démissionner. Jenifa, sans choix, retourne à Nikki'O pour supplier Randy, le manager, de la réembaucher. À sa grande surprise, elle est accueillie à bras ouverts avec la nouvelle que ses demandes ont été satisfaites et que son salaire a été augmenté comme elle l'avait demandé. Au lieu d'écrire une lettre de démission, Toyosi avait écrit une lettre pour une augmentation de salaire. Jenifa reprend le travail chez Nikki'O. Un jour, le PDG de Nikki'O a convoqué une réunion et a fait licencier Jenifa, Adaku et Benny pour leur malhonnêteté. L'informateur qui avait révélé la vérité se révèle être Pelumi, la rivale de Jenifa et coiffeuse chez Nikki'O.

## Casting/Production
- Funke Akindele dans le rôle de Jenifa[1]
- Folarin "Falz" Falana dans le rôle de Segun
- Lolo dans le rôle d'Adaku
- Juliana Olayode dans le rôle de Toyosi
- Lota Chukwu dans le rôle de Kiki
- Paschaline Alex Okoli dans le rôle de Cordelia
- Aderounmu Adejumoke dans le rôle d'Esther
- Michael Uba dans le rôle de James
- Jide Awobona dans le rôle de Sam
- JJC Skillz dans le rôle de Marcus
- Tobi Makinde dans le rôle de Timini
- Jerry Smart Ordu dans le rôle de Randy
- Tope Adebayo dans le rôle de Waheed, Jenifa's younger brother
- Chukwuebuka Anyaduba dans le rôle de Chima
- Tomike Adeoye dans le rôle de Tania
- Joy Nice dans le rôle de Pelumi (the main antagonist and Jenifa's rival)
- Tiwa Savage dans son propre rôle (cameo appearance).
- Nosa Rex dans le rôle de Terwase